# Turbina perbella
Turbina perbella är en vindeväxtart som beskrevs av Bernard Verdcourt. Turbina perbella ingår i släktet Turbina och familjen vindeväxter. Inga underarter finns listade i Catalogue of Life.